# Aseem Trivedi

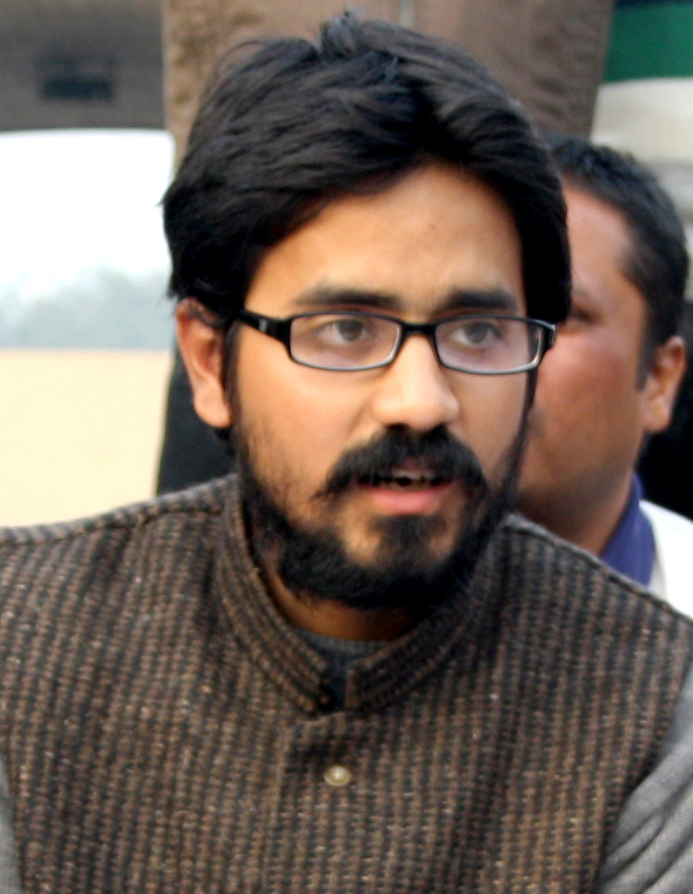
Aseem Trivedi

Aseem Trivedi (* 17. Februar 1987 in Shuklaganj) ist ein indischer politischer Karikaturist und Aktivist.

## Leben
Aseem Trivedi wurde in Shuklaganj im Distrikt Unnao bei Kanpur in Indien geboren. Er begann seine Arbeit als freiberuflicher Karikaturist und arbeitete für verschiedene Zeitungen und Magazine, die in Hindi erschienen. 2011 trat er der Bewegung Cartoons Against Corruption bei, um sie mit seiner künstlerischen Arbeit zu unterstützen. Er zeigte seine Anti-Korruptions-Cartoons auch auf seiner Webseite, die daraufhin gesperrt wurde. Seine Karikaturen wurden als Beleidigung des Parlaments angesehen und lösten dort heftige Debatten aus. Reporter ohne Grenzen schrieben, dass die größte Demokratie durch Aktionen dieser Art untergraben würde. Nach der Sperrung seiner Webseite gründete Trivedi mit anderen Aktivisten die Bewegung Save Your Voice, die in kurzer Zeit großes öffentliches Interesse fand. Durch die Proteste in verschiedenen Städten erreichten sie eine landesweite Debatte über die Freiheit des Internets. Höhepunkt des Widerstands, an dem sich viele Schriftsteller, Künstler und Musiker beteiligten, war die Verhaftung des Akademikers Ambikesh Mahapatra, der Karikaturen über einen bengalischen Minister im Internet veröffentlichte. Darauf trat Aseem Trivedi mit dem Journalisten Alok Dixit in einen siebentägigen Hungerstreik.
Am 9. September 2012 wurde Asem Trivedi in Mumbai wegen Aufwieglung und öffentlicher Agitation verhaftet. Er verzichtete auf Freilassung auf Kaution, solange die Anschuldigungen gegen ihn nicht fallengelassen würden. Trivedi wurde als Preisträger für den Courage in Editorial Cartooning Award des Staates Virginia angekündigt. Mit dem Preis soll sein außergewöhnlicher Mut und seine Bemühungen gewürdigt werden, die Öffentlichkeit auf die Korruption im politischen System Indiens und die Zensur aufmerksam gemacht zu haben.